# Cerococcus russellae
Cerococcus russellae är en insektsart som beskrevs av Kosztarab och Lorenz Chrysanth von Vest 1966. Cerococcus russellae ingår i släktet Cerococcus och familjen Cerococcidae. Inga underarter finns listade i Catalogue of Life.